# Жана Николова-Гълъбова
Жана Георгиева Николова-Гълъбова е българска  филоложка, есеистка и публицистка. Авторка е на литературоведски и езиковедски изследвания, на литературна и философска есеистика. Основните ѝ научни интереси са в областта на литературната критика и лексикографията. Освен това е преводачка и редакторка. Тя е първата жена преподавател в Софийския университет. Носителка е на най-високото отличие на БАН – доктор хонорис кауза.

## Житейски път
Родена е на 22 февруари 1908 г. в град Трън в семейство на учител и художничка. През 1911 г. семейството се пренася в Цариброд. Баща ѝ преподава география и философия, заема се да разгърне местната прогимназия в гимназия и става неин директор. През 1912 г. семейството е принудено да се пресели в София със статута на бежанци поради избухналата Балканска война. В столицата Жана Николова завършва прогимназия, а след това и Втора девическа гимназия – класическия отдел. През 1926 г. по конкурс за даровити учителски деца тя записва немска филология в Софийския държавен университет. Дипломира се през 1931 г. като специалист по немска и класическа филология. Заминава в Германия и специализира философия в Йена при ницшеанеца професор Лайзеганг и във Франкфурт на Майн при хегелианеца професор Тилих и асистента му Визенгрунд-Адорно. Още като специализантка тя проучва в Мюнхен творбите на немския романтизъм.
Завърнала се в България, Жана Николова учителства две години в Пловдив и София. Започва да публикува статии върху немски поети във водещи издания като сп. „Българска мисъл“. Авторитетното издателство „Хемус“ обнародва през 1936 година първата ѝ книга – „Езикът на младия Гьоте“. През същата година Жана Николова е избрана по конкурс за редовен преподавател по немски език и литература в Софийския университет. Така тя става първата жена в България, поела научно поприще. Дълги години преподава в Софийския университет немски език с тълкуване на немски автори – Гьоте, Шилер, Хебел, Грилпарцер и др.
През 1937 г. Жана Николова е избрана за член на Писателския съюз с подкрепата на Добри Немиров, Йордан Йовков и Елин Пелин.
От края на 30-те години Жана Николова членува в Българската асоциация на университетските жени (БАУЖ). (През септември 2006 г. възстановената след политическата промяна асоциация я обявява за своя почетна членка – „за забележително присъствие в културния живот на България“.) През 1940 г. тя публикува в Годишника на Софийския университет студията „Хайнрих фон Клайст. Победата на чувството“, за която получава възторжена рецензия от професор Михаил Арнаудов.
При акцията за т.нар. „прочистване на университета“, през януари 1945 г. Жана Николова е уволнена заедно с професорите Богдан Филов, Борис Йоцов, Михаил Арнаудов, Веселин Бешевлиев, Димитър Яранов, Иван Дуйчев и др. Обявена е за „проводница на фашистката пропаганда“. Отстранена е от академичното поприще в момент, когато е в процедура за придобиване на научното звание „доцент“. Още на 23 ноември 1944 г. е изключена от Съюза на писателите, забранено ѝ е да публикува.
След уволнението си Жана Николова се отдава на самостоятелна научна дейност. Работи в областите на литературната теория, превода и лексикографията, философията и есеистиката. Освен това редактира преводи от немски, датски и френски език.
През 1948 г. Жана Николова след много затруднения сключва брак с видния германист и интелектуалец проф. д-р Константин Гълъбов и приема името му.
След наложеното десетилетно мълчание Жана Николова-Гълъбова, с подкрепата на писателя и преводач Венцеслав Константинов, се включва отново в литературния и научния живот на страната през 80-те години на XX в., публикува поредица от литературни и философски есета, както и значими публицистични статии.
Удостоена е с титлата „доктор хонорис кауза“ на БАН през 1999 година „за забележителен принос в развитието на хуманитарните и обществените науки в България“.
За себе си самата тя казва: „Аз съм много силен човек и нищо досега не е успяло да сломи идентичността ми преди всичко на човек и на човек на перото и науката“.

## Творчество
Жана Николова-Гълъбова е основна фигура в българската есеистика. Името ѝ е свързано с имената на българки интелектуалки-творци като Фани Попова-Мутафова, Яна Язова, Евгения Марс, Елисавета Багряна, Дора Габе, Мара Белчева.
Тя е сред най-значимите популяризатори на немската литература в България. Пише предговори, статиите и студии за Гьоте, Шилер, Клайст, Хауптман, Томас Ман и др. Но тя дълбоко цени и познава българската литература. Нейните статии и проучвания върху Йордан Йовков, Екатерина Ненчева, Елисавета Багряна, Димитър Подвързачов, Иван Вазов, Димчо Дебелянов, Чудомир, Димитър Талев, Атанас Далчев и други видни български художници и културни дейци я представят като интелектуалка с много широки интереси и търсения.
Участва темпераментно в борбата на мнения за рецепцията на немската литература в България. Публикува ерудитски есета и пламенни статии на граждански теми – особено след срутването на цензурата през последните десетилетия. Помага като компетентен и прецизен редактор за издаването на нови преводни книги.
В областта на езикознанието впечатляващо постижение на Жана Николова-Гълъбова е нейната „Немска граматика“, претърпяла пет издания. Уникално научно дело са и нейните два фразеологични речника, преиздавани многократно: „Немско-български“ и „Българо-немски“, които остават ненадминати със своята пълнота.
Тези два авторски речника са плод на 60-годишна творческа и изследователска работа, с над 20 000 речникови статии. Те представляват първият опит в България да се разгледа и изложи в системен вид българската фразеология в сравнение с немската. Речниците разкриват културното богатство на немския език и виталната творческа мощ на съвременния жив български език в над 100 000 съответствия и метафорни покрития. Обхванати са всички раздели на фразеологията: идиоматика, образни устойчиви словосъчетания, междинни категории, изрази с твърда морфологична структура, като в българската си част речникът е не само фразеологичен, но и вариативен (синонимен).
Речниците на проф. Гълъбова полагат основите на по-късни лексикални немско-бьлгарски речници и на други двуезични и български фразеологични речници.
В края на дълголетния си живот проф. Жана Николова-Гълъбова казва за себе си: „Аз съм живата хроника на залязващото вече столетие“.
Умира на 14 октомври 2009 г. в София, на 101 години.

### Германистика
- 1934: „Шилер и любовта“, Литературен глас, 255, 26 декември 1934.
- 1935: „Новалис и неговата философия на историята“, сп. Българска мисъл, 4, 1935.
- 1935: „Съдба и творчество на Фридрих Хьолдерлин“, сп. Българска мисъл, 7 – 8, 9, 1935.
- 1936: „Езикът на младия Гьоте“, Хемус, 1936.
- 1937: „Фридрих Хьолдерлин. Природа и богове“, Годишник на Софийския университет, т. XXXIII, 1936 – 1937, 1937.
- 1938: „Между граници и времена. Един роман от Хайнрих Цилих“, сп. Българска мисъл, 2, 1938.
- 1938: „Йозеф Фрайхер фон Айхендорф“. По случай 150 г. от рождението му, сп. Завети, 3, 1938.
- 1938: „Ханс Фридрих Блунк“. По случай 50 г. от рождението му, сп. Българска мисъл, 9, 1938.
- 1939: „Немският превод на Йовковия роман „Чифликът край границата““ (Das Gut an der Grenze, Felix Meiner Verlag in Leipzig, 1939), сп. Родина, 1, 1939.
- 1940: „Хайнрих фон Клайст. Победата на чувството“, Годишник на Софийския университет, т. XXXVI, 1939 – 1940, 1940.
- 1940: „Български поети в немски превод“, сп. Родина, 1, 1940.
- 1940: „Поезия и народност. Нови насоки на немската литературна наука“, сп. Българска мисъл, 8, 1940.
- 1940: „Немски поетеси“, Вестник на жената, 828, 6 ноември 1940.
- 1941: „Новата немска литература“, сп. Училищен преглед, 4, 1941.
- 1942: „Хайнрих фон Клайст“, сп. Българска реч, 3, 1941 – 1942.
- 1942: „Творческият път на Герхарт Хауптман“. По случай 80-годишнината на поета, сп. Училищен преглед, 10, 1942.
- 1942: „Български преводи на Шилеровите „Разбойници“, Годишник на Държавното висше училище за финансови и административни науки, т. II, 1941 – 1942, 1942.

- 1958, 1966, 1968: „Немска граматика“ – фонетика, морфология, синтаксис.
- 1958, 2001: „Немско-български фразеологичен речник“
- 1962: „Нагледна граматика на немски език“
- 1963: „Ich spreche Deutsch und Bulgarisch“ (Jeanne Nikolova-Galabova, Gerda Minkova, Kirill Stojanov)
- 1968, 1977: „Българско-немски фразеологичен речник“
- 1981: Томас Ман, „Доктор Фаустус“. Предговор.
- 1985: „Структура, психология и динамика на диалога“
- 1988: „Езиково-стилни, художествени и мирогледни проблеми при превода на творби от Готхолд Ефраим Лесинг“, Литературна мисъл, 3, 1988.
- 1994: „Страданието да си поет: Густав Хайнзе алиас Йозеф Клайн“, Демокрация, 186, 17 август 1994.
- 1994: „Мълнията на двадесети век. 150 г. от рождението на Фридрих Вилхелм Ницше“, Демокрация, 225, 1 октомври 1994.
- 1995: „Писма-дневници: Херман Хесе, Франц Кафка, П.К. Яворов“, Литературен форум, 42, 29 ноември-5 октомври 1995, 43, 6 – 12 декември 1995.
- 1999: „Гьоте в нетленността на времето. 250 г. от рождението му“, Литературен форум, 29, 5 – 11 октомври 1999.
- 2000: „Ницшевият „свръхчовек“ в светлината на Библията и Гьоте“, Демокрация, 221, 25 август 2000.
- 2002: „Епоха на божествен хуманизъм и нейното израждане...“, Пулс, 22, 21 октомври-3 ноември 2002. За XIX в. в Германия.

### Есеистика
- 1980: „„Чумави“ на Пенчо Славейков в светлината на българския фолклор“, Български фолклор, 4, 1980.
- 1993: „Писмото като феномен“. [Есе], Литературен форум, 19, 12 – 18 май 1993.
- 1993: „Разликата между спомен и дневник: „Може би“ на Багряна“, Литературен форум, 38, 22 – 28 септември 1993.
- 1994: „Самюъл Бекет – „В очакване на Годо“. Диалогът като преодоляване на екзистенциалната агония“, Литературен форум, 1, 5 – 11 януари 1994.
- 1994: „Избледнели скици на един рядък българин и художник“, Литературен форум, 7, 16 – 22 февруари 1994. За Борис Денев.
- 1994: „Другият Димчо“, Литературен форум, 17, 4 – 10 май 1994.
- 1995: „Двузначността на понятието мадона“, Демокрация, 277, 25 ноември 1995.
- 1996: „Анимационните филми – петоизмеримото изкуство“, Демокрация, 14, 17 януаре 1996.
- 1996: „Спомен за Чудомир“, Литературен форум, 12, 20 – 26 март 1996.
- 1997: „Димитър Подвързачов. Критично-трагична антиметафизика на живота“, 60 г. от смъртта му, Литературен форум, 35, 11 – 17 ноември 1997.
- 1998: „Звездни мигове“ (Спомени), Литературен форум, 19, 19 – 25 май 1998.
- 1998: „Полемиката между Йордан Йовков и Константин Гълъбов за повестта „Жетварят“, или „нестинарската жарава“ на критическата дейност. Към психографията на Йордан Йовков“, Сезон. Зима 98. с. 117 – 118, 122 – 123.
- 2000: „Есеистичната лирика на Атанас Далчев. Метафорният говор на предметите“. В: „Атанас Далчев. Критически прочити“ [Сборник], Съст. Божидар Кунчев.
- 2000: „Феноменологически различия между понятията „интелигент“ и „интелектуалец““, Демокрация, 273, 27 октомври 2000.
- 2002: „За Атанас Далчев“ Архив на оригинала от 2007-02-05 в Wayback Machine., Литературен форум, 31, 15 октомври 2002.
- 2004: „За Евгения Марс разказват“. В: Живка Симова, „Обичана и отричана. Книга за Евгения Марс“.

### Публицистика
- 1941: „Великата хитлерова младеж“ Архив на оригинала от 2009-11-26 в Wayback Machine., Днес, 408, 22 август 1941.
- 1992: „Под прицела на филистерите“. 100 г. от рождението на Константин Гълъбов, Литературен форум, 14, 8 – 14 април 1992.
- 1992: „Иконите плачат...“, Литературен форум, 44, 4 – 10 ноември 1992. За покушенията над българската религиозна живопис.
- 1994: „Като окован Прометей“, Демокрация, 207, 10 септември 1994. За съдбата на проф. Константин Гълъбов след 1944 г.
- 1995: „Рецидиви на кощунство с паметта на Яворов“, Литературен форум, 39, 8 – 14 ноември 1995.
- 1996: „Стихията на Каиновия синдром“, Демокрация, 269, 13 ноември 1996. За политическата нестабилност в България.
- 1997: „Цар Борис III – еталон на демократичност“, Демокрация, 10, 12 януари 1997.
- 2004: „Деформациите“, Бюлетин. Културно-информационен център на българското малцинство „Цариброд“ – клон Босилеград, 40, ноември 2004.

### Преводи
- Хайнц Киндерман, Немската поезия след световната война. В: Българска мисъл, 5 – 6, 1940.
- Фридрих Шилер, Разбойници (1947, 2001).
- Фридрих Шилер, Вилхелм Тел, драма в пет действия (1947, 1985)
- Фридрих Ницше, Тъй рече Заратустра (книга за всички и никого), превод и коментари (1990).
- Фридрих Ницше, Тъй рече Заратустра, превод и встъпителна студия (2001, 2004)

### Слова
- 1998: „Мистерията на творческото безсмъртие. Изкуството като творческа интеграция между субекта и обекта“, Литературен форум, 11, 24 – 30 март 1998. Академично слово, произнесено на 17 март 1998 г. в СУ „Св. Кл. Охридски“.
- 1998: „Бъдете достойни наследници“. Слово пред абсолвентите от Факултета по класически и нови филологии в СУ „Св. Климент Охридски“, 1998 г., Литературен форум,19, 19 – 25 май 1998.
- 1999: „Ядрената мощ на интелекта“. Слово, произнесено на 20 май 1998 г. при удостояването на Жана Николова-Гълъбова с почетното звание „Доктор хонорис кауза“ от БАН, Литературен форум, 20, 25 – 31 май 1999.

### Интервюта
- 1995: „Трябва да завием вдясно, за да надмогнем Каиновия комплекс“. Интервю на Виолета Радева, Демокрация, 89, 17 април 1995. За атентата в храма „Света Неделя“ през 1925 г.
- 1995: „Аз съм само българка – това е моята визитна картичка“. С писателката разговаря Люба Манолова, Демокрация за неделята, 46, 26 ноември 1995.
- 1997: „Тя имаше собствен мир“. Разговор с Живка Симова. Литературен форум, 36, 18 – 24 ноември 1997. Спомени за Евгения Марс.
- 1998: „Всеки носи у себе си един Сезам, важното е някой да го отвори“. Интервю на Виолета Цветкова, Континент, 51, 6 март 1998.
- 1998: „Мистерията на творческото дълголетие“. Разговор с Виолета Радева, Литературен форум, 9, 10 – 16 март 1998.
- 1999: „Човекът израства в изпитания“. С Жана Николова-Гълъбова, първата жена, почетен д-р на БАН, разговаря Виолета Радева, Демокрация, 133, 26 май 1999.
- 2000: „Сладкарницата на спомените“, („Цар Освободител“). Записа П. Атанасов, Анти, 31, 4 – 10 август 2000.
- 2004: „Дух на титан“. Интервю на Стефан Венецианов, Детонация, 6, юни 2004.
- 2007: „Трагичният комизъм на разложението“. Интервю на Стефан Венецианов, Про & Анти, 7, 16 – 22 февруари 2007. По случай 100-годишнината на Жана Николова-Гълъбова.
- 2008: „Многая лета“ за грандамата на българската германистика. Интервю на Иванка Иванова.[9]

## Отличия
- Носител е на Международната Хердерова награда.[10]
- Удостоена е с орден „Св. св. Кирил и Методий“ първа степен „За нейния научен и културен принос“.
- Получава Почетния знак със синя лента на Софийския университет, 1998.
- Отличена е със Златна значка на Съюза на преводачите в България.
- През 1998 година президентът Петър Стоянов удостоява Жана Николова-Гълъбова с орден „Стара планина“ – втора степен „за заслуги към Република България и по повод 90 години от нейното рождение“.
- На 5 март 1999 година Управителният съвет на БАН удостоява Жана-Николова Гълъбова с най-високото отличие на академията – Доктор хонорис кауза. [11] При удостояването ѝ се отбелязва: „Жана Николова-Гълъбова заема достойно място в научния и културен живот на страната ни. Хуманитарист и общественик от висока класа, тя оказва влияние върху поколения български и чужди интелектуалци. Тя е една от първите личности, изградили връзките между германската и българската културни общности.“